# Puvirnituq
Puvirnituq är en nordlig bykommun (municipalité de village nordique) och tätort (centre de population) i provinsen Québec i Kanada. Den ligger i regionen Nord-du-Québec, i den östra delen av landet, 1 600 km norr om huvudstaden Ottawa. Antalet invånare vid folkräkningen 2021 var 2 129 i kommunen och 1 456 i tätorten.